# Košarka na OI 1948.
Košarka na Olimpijskim igrama u Londonu 1948. godine uključivala je natjecanja u samo u muškoj konkurenciji.

## Osvajači odličja
|       | Zlato | Srebro | Bronca |
| Muški | SAD Clifford Eugene Barker Donald Argee Barksdale Ralph Milton Jr. Beard Lewis William Jr. Beck Vincent Joseph Boryla Gordon Carpenter Alexander John Groza Wallace Clayton Jones Robert Albert Kurland Raymond George Lumpp Robert C. Pitts John (Jesse) Bernard Renick Robert L.Jackson Robinson Kenneth Herman Rollins | Francuska Andre Barrais Michel Bonnevie Andre Buffiere Rene Chocat Rene Derency Maurice Desaymonnet Andre Even Maurice Girardot Fernand Guillou Raymond Offner Jacques Perrier Yvan Quenin Lucien Robuffic Pierre Thiolon | Brazil Zenny De Azevedo L. Benvenuti Joao Francisco Braz Alfredo Rodrigues De Motta Marcus Vinicius Dias Affonso Azevedo Evora Rui De Freitas Alexandro Gemignani Alberto Marson Nilton Pacheco De Oliveira G. Rodrigues Massinet Sorcinelli |